# نظر أباد (سلماس)
نظر أباد هي قرية في مقاطعة سلماس، إيران. يقدر عدد سكانها بـ 591 نسمة بحسب إحصاء 2016.